# May Harrison
May Harrison (Roorkee (estat d'Uttarakhand, India), 23 d'agost, 1890 - South Nutfield (Regne Unit), 8 de juny, 1959), va ser una violinista anglesa i la més gran de quatre germanes que van ser músics clàssics a Gran Bretanya a principis del segle xx. Totes havien començat com a infants prodigi.Fountain, Katrina. "In a Surrey Garden: the story of the Harrison sisters", in The Delius Society Journal (The Harrison Sisters Issue), Autumn 1985, No. 87. London, United Kingdom: The Delius Society.</ref>

## Informació
Les seves germanes, Beatrice (1892-1965), Monica (1897-1983) i Margaret (1899-1995) es van convertir, respectivament, en violoncel·lista, mezzosoprano i violinista. Les quatre també eren pianistes talentoses. May Harrison es va fer coneguda per les seves interpretacions de les obres per a violí de Bach, Brahms, Elgar, Glazunov, Grieg, Handel i Mendelssohn, mentre que la seva germana, Beatrice, va ser elogiada pel rei Jordi V per les seves gravacions a l'aire lliure a casa dels Harrison a Foyle Riding a Oxted, Surrey, d'obres per a violoncel barrejades amb cançons de rossinyol. Segons els informes, el monarca li va agrair per apropar "l'Imperi a través del cant del rossinyol i el teu violoncel".Candlin, David. "Beatrice Harrison and her duets with Nightingales Archived 2018-06-15 at the Wayback Machine." Limpsfield, United Kingdom: St. Peter's Limpsfield Parish News, Autumn 2015, p. 16.</ref>

Segons Katherine Fountain, que va escriure un esbós biogràfic de les germanes Harrison:
| « | "Per molt que admirem els solistes d'avui, les coses mai seran iguals que durant la vida de la família Harrison. Van dedicar la seva vida a la causa de la música, obrint el camí a una generació de dones músics. Es van guanyar el respecte dels principals compositors i intèrprets de la seva època i van establir un precedent musical en la història de la música anglesa." | » |

## Anys de formació
Nascuda a l'Índia el 1890, May Harrison era filla del coronel John Harrison, un flautista aficionat[7] que era el director del St. Thomas College of Sappers and Miners. La seva germana, Beatrice, igual que ella, va néixer el 1892 a Roorkee, Uttarakhand, Índia "en una pintoresca vall de l'Himàlaia", on el seu pare treballava, segons David Candlin. La seva mare, una cantant, havia estudiat amb Henschel i Garcia al Royal College of Music de Londres.
Aquest mateix any, la família va tornar a Anglaterra, on el pare de May Harrison va rebre el comandament de la "Royal Engineers Band" a Chatham. May Harrison també va començar els seus estudis de violí el 1892 quan només tenia dos anys. Les germanes Monica i Margaret van néixer, respectivament, a Redcliffe Square, Londres el 1897 i Chatham el 1899.
De 1901 a 1920, May Harrison i les seves germanes van ser criades a Cornwall Gardens (amb l'excepció d'una breu interrupció el 1908).

## Formació i carrera musical
L'any 1900, May Harrison va competir contra 3.000 músics i músiques de totes les edats al departament sènior de l'Associated Board, emportant-se la medalla d'or quan només tenia deu anys. L'any següent, se li va concedir una beca al Royal College of Music. Les seves germanes, Beatrice i Margaret, també van ser acceptades a la universitat, respectivament el 1903 i el 1904. (En el moment de la seva inscripció, Margaret Harrison era l'estudiant més jove que la universitat havia acceptat mai).
De 1902 a 1907, May Harrison es va formar amb el director de la Simfònica de Madrid Fernandez Arbos. El 1903, va fer el seu debut formal al St. James Hall. El programa, dirigit per Henry Wood, incloïa: el Concert Chaconne i Mi Major de Bach, el Concert per a violí de Mendelssohn i Introducció i Rondo Capriccioso de Saint-Saëns. Entre el públic hi havia el violinista Fritz Kreisler.

Segons Katrina Fountain, 
| « | "el geni de May, fins i tot als quinze anys, es va fer evident a Arbos que la va convidar l'any 1906 a debutar a Europa amb l'Orquestra Simfònica de Madrid. Va ser un gran èxit i, amb la seva mare com a acompanyant, va anar a conèixer la família reial espanyola i va ser obsequiada amb un regal de joies". | » |

El 1908, la major part de la família Harrison es va traslladar a Berlín, Alemanya, durant dos anys, on Beatrice Harrison va començar els estudis a la "Hochschule für Musik". Mentrestant, May Harrison va deixar Anglaterra el 1908 per seguir els seus propis estudis a Sant Petersburg, Rússia, amb Leopold Auer. Després va fer el seu debut europeu el 1909 a Berlín, Alemanya. Aquell mateix any, va substituir a Fritz Kreisler al Festival Mendelssohn a Helsingfors, Finlàndia".
Durant la dècada següent, May i Beatrice Harrison van augmentar la seva fama amb les interpretacions del doble concert per a violí i violoncel de Johannes Brahms. Després de la seva primera interpretació de l'obra sota la batuta d'Alexander Glazunov a Sant Petersburg, la van interpretar gairebé 60 vegades més per al públic europeu, inclòs un concert sota la batuta de Sir Thomas Beecham a Hallé (Manchester) el 3 de desembre de 1914. Inspirat per la seva interpretació aquella nit, Frederick Delius va tornar a casa per escriure un Doble Concert, al qual van dedicar després Harrison al seu torn (1920).

Segons la germana de May Harrison, Beatrice:
| « | "Va ser una gran emoció la primera vegada que vaig conèixer Delius. La meva germana May (que és una violinista molt bona) i jo estàvem tocant el Concert de Double Brahms amb Sir Thomas Beecham a Manchester, i després de l'actuació es va avançar un home d'aspecte molt encantador, i quan Sir Thomas el va presentar, vam quedar encantats de saber que era Delius en carni ossos. M'agradaria poder descriure el nostre plaer quan va dir que pensava que la nostra actuació era excel·lent, tant és així que ell mateix es va inspirar per escriure un concert doble i dedicar-lo a la meva germana i a mi. I ho va fer! Per descomptat, vam tenir aquest meravellós director i una orquestra esplèndida aquella nit, i creiem que mai els podrem agrair prou per ajudar-nos a inspirar a Delius a escriure el seu gloriós Doble. Molts crítics la consideren una de les millors obres orquestrals". | » |

Segons la germana de May Harrison, Margaret:
| « | "A tots ens agrada molt Delius. El coneixíem des dels primers anys de la guerra, i aquest era el veritable Delius. La nostra amistat va començar realment quan va escriure el Doble Concert, però May tocava la Sonata núm. 1 amb Hamilton Harty [Aeolian Hall, Londres, 16 de juny de 1915] fins i tot abans que coneguéssim bé a Delius... Tant May com a mi m'encanten la Sonata núm. 1. La vaig tocar molt. Vaig tocar tant la Primera com la Segona Sonates a Delius que semblava gaudir-ne. Sempre elogiava quan un tocava, era molt bo en això. May i Beatrice van anar a Grez [on residia Delius] abans que jo. Quan hi anàvem sempre tocàvem a Delius... May anava molt a Grez, sobretot més tard quan estaven fent la Tercera Sonata que Delius va escriure per a ella". | » |

May Harrison també va descriure més tard Delius (una conferència de 1945 per a la Royal Music Association):
| « | "Per als amants de la música de Delius, té una màgia tan irresistible i una bellesa tan individual que el so de vegades pot provocar dolor real. La interpretació de la música de Delius, considero, un instint, una improvisació a l'impuls del moment, i per aquesta qualitat esquiva, aquesta cosa intangible, sosté que és pràcticament impossible ensenyar aquesta música. Cap compositor, crec, fins a tal punt sobre els seus intèrprets, que pugui fer o deteriorar fins a tal punt que canviï tot el color i el sentit de la seva obra; i cap compositor va patir més d'una interpretació indiferent que ell. L'entonació exacta és una de les dificultats més grans. L'he vist estremir d'agonia davant la mala entonació o el fraseig insensible; i ara, quan veig les seves obres tan sovint preparats per a exàmens, sento que he d'oferir una pregària perquè Delius pugui ser consolat per les actuacions que s'han de presentar!" | » |

El 1922, May Harrison es va traslladar amb la seva família a Foyle Riding a Oxted i Limpsfield, Surrey. Segons Candlin, "El seu jardí va ser l'escenari de moltes festes socials benèfiques al jardí i va rebre visitants d'arreu del món per veure El jardí dels rossinyols" (el lloc on la germana de May, Beatrice, va fer les seves famoses gravacions de música de violoncel amb acompanyament de rossinyols).
El 1930, Delius va dedicar la seva Sonata per a violí, núm. 3 a May Harrison. Quatre anys més tard, les germanes Harrison van patir múltiples pèrdues amb la mort de la seva mare el 1934 i, al juny, de Delius. El seu pare, que també tenia una salut deteriorada, també va morir poc temps després.
Entre els amics i col·legues fets per les germanes a la comunitat musical, a més de Beecham, Delius, Elgar, Kreisler i Glazunov hi havia: Eugen d'Albert, Sir Arnold Bax, Pau Casals, John Ireland, [[Zoltán Kodály, Dame Nellie Melba, Ernest John Moeran, Oskar Nedbal, Qui Arthur Nikter, Sergei Rach, Fred Swan, Felix Weingartner. Delius i altres van dedicar diverses de les seves composicions a diverses germanes Harrison al llarg del temps. El seu cercle d'amics també incloïa persones políticament ben connectades, com Eleanor Roosevelt i la princesa Victòria, la filla del rei Eduard VII i la reina Alexandra, així com George Bernard Shaw i altres artistes i escriptors.
Abans de l'esclat de la Segona Guerra Mundial, les actuacions de May Harrison s'escoltaven sovint en directe als concerts de Promenade i a través de la BBC Radio. De 1935 a 1947, també va ser membre de la facultat del Royal College of Music. Tres de les germanes, May, Beatrice i Margaret, van actuar al Delius Memorial Concert al Wigmore Hall el 29 de maig de 1946, que va ajudar a recaptar fons per alleujar el sofriment dels nens europeus relacionat amb la guerra.

## Mort i enterrament
May Harrison i les seves germanes van romandre solteres fins a la seva mort. Després de la mort de May Harrison a Anglaterra el 8 de juny de 1959, i el seu enterrament posterior al cementiri de St. Peter Churchyard a Limpsfield, Surrey, les tres germanes supervivents - Beatrice, Margaret i Monica - van viure juntes a Limpsfield. Beatrice va ser la següent a morir, a Limpsfield el 10 de març de 1965, seguida de Monica, hi va morir el 8 de desembre de 1983 i Margaret, que va morir allà la vigília de Nadal de 1995. Les tres germanes van ser sepultades al mateix cementiri on la seva germana gran, May, havia estat enterrada.

Segons Fountain, la seva mare també havia estat sepultada al mateix cementiri l'any 1934. Delius també descansa a prop. 
| « | "A la seva mort, el juny de 1934, Delius va ser enterrat a Grez-sur-Loing, però una vegada li havia dit a la senyora Harrison que li agradaria ser enterrat en un cementiri anglès. La mateixa senyora Harrison va morir a principis d'aquell mateix any (i el seu pare, ja malalt, va morir poc després), però les germanes, després de consultar a Jelka i a Delius, aquest desig es va dur a terme al maig. El cos [de Delius] va ser exhumat i portat a Anglaterra per ser enterrat al cementiri de Limpsfield, a prop de la tomba de la pròpia mare dels Harrison". | » |